# Kristof Van Looy
Kristof Van Looy (* 18. März 1985 in Antwerpen) ist ein belgischer Eishockeyspieler, der seit 2017 bei den Cold Play Sharks aus Mechelen in der belgischen National League Division 1 spielt.

## Karriere
Kristof Van Looy, der aus dem Antwerper Stadtteil Merksem stammt, begann seine Karriere bei den Phantoms Deurne, für die er bereits als 15-Jähriger in der belgischen Ehrendivision debütierte. Er spielte 15 Jahre für den Antwerper Vorortverein, der sich 2009 in Phantoms Antwerp umbenannte. Mit Ausnahme der Spielzeit 2011/12, als die Mannschaft in der zweiten belgischen Liga antrat, stand er dabei stets in der Ehrendivision auf dem Eis. 2001, 2003 und 2015 gewann er mit dem Team die belgische Meisterschaft; 2001, 2002 und 2005 auch den Pokalwettbewerb. Nachdem er 2015 seine Karriere zunächst unterbrach, spielt er seit 2017 für die Cold Play Sharks aus Mechelen in der National League Division 1, der zweithöchsten Spielklasse Belgiens.

### International
Für Belgien nahm Van Looy im Juniorenbereich an den U18-Weltmeisterschaften 2001 und 2002 in der Division III und 2003 in der Division II sowie den U20-Weltmeisterschaften 2003 in der Division III und 2004 in der Division II teil.
Für die Herren-Nationalmannschaft nahm Van Looy an den Weltmeisterschaften der Division II 2006, 2009, 2011, als er zum besten Spieler seiner Mannschaft gewählt wurde, 2012 und 2015 teil, wobei 2012 der Aufstieg von der B- in die A-Gruppe der Division II gelang.

## Erfolge und Auszeichnungen
- 2001 Belgischer Meister und Pokalsieger mit den Phantoms Deurne
- 2002 Belgischer Pokalsieger mit den Phantoms Deurne
- 2002 Aufstieg in die Division II bei der U18-Weltmeisterschaft der Division III
- 2003 Belgischer Meister mit den Phantoms Deurne
- 2003 Aufstieg in die Division II bei der U20-Weltmeisterschaft der Division III
- 2005 Belgischer Pokalsieger mit den Phantoms Deurne
- 2012 Aufstieg in die Division II, Gruppe A, bei der Weltmeisterschaft der Division II, Gruppe B
- 2015 Belgischer Meister mit den Phantoms Antwerp